# متلاشی شدن کل بدن
متلاشی شدن کل بدن، (به انگلیسی: Total body disruption) تخریب فوری کل بدن به شکلی که به هیچ عنوان امکان زنده ماندن وجود نداشته باشد.
تعبیر اینگونه مواره به شکل "منفجر شده"، "متلاشی شده"، تبدیل به "غبار یا پودر" در فرهنگ مدرن، یا "آب شدن" در ادبیات قدیمی تر اشاره شده‌است. متلاشی شدن کل بدن ممکن است در اثر قرار گرفتن در داخل یا در مجاورت یک انفجار قوی ایجاد شود. متلاشی شدن کامل بدن شدیدترین نوع آسیب بر اثر انفجار است. همچنین ممکن است در اثر سقوط با سرعت حد، ایجاد شود.
متلاشی شدن کامل بدن همیشه برای انسان و حیوانات کشنده است، زیرا مغز (اگر به‌طور کامل از بین نرود) از اکسیژن محروم است، در حالی که سایر اندام‌ها (اگر کاملاً از بین نروند) از عملکردهای غیرارادی که برای عملکرد بدن لازم است محروم هستند.
بقایای انسانی معمولاً ناقص و در ابتدا غیرقابل شناسایی است علت آن از هم گسیختگی کامل بدن ممکن است به عنوان «تکه تکه شدن اعضا» نامیده می‌شود.